# Décès en 1436
Décès
- 1432
- 1433
- 1434
- 1435
- 1436
- 1437
- 1438
- 1439
- 1440

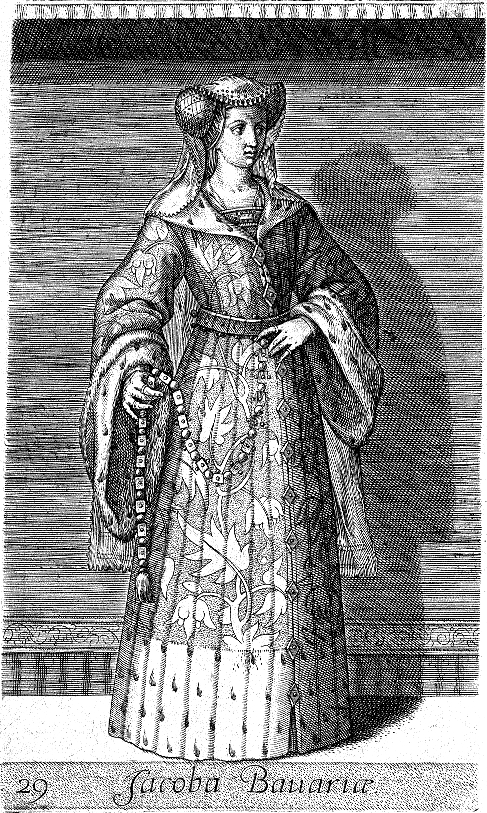
Jacqueline de Hainaut, morte en 1436.

Cette page dresse une liste de personnalités mortes au cours de l'année 1436  :
- mars : Hervé Huguet, évêque de Saint-Brieuc.
- 1er mars : Juan Casanova, cardinal italien.
- 12 mars : Henri de Ville-sur-Illon, soixante-sixième évêque de Toul.
- 17 avril : Shihab-ud-din Ahmad Shah I, sultan de l'Empire Bahmanide.
- 30 avril : Frédéric VII de Toggenbourg, dernier des comtes de Toggenburg.
- 4 mai : 
  - Engelbrekt Engelbrektsson, régent du  royaume de Suède.
  - Jean Ier de Foix, comte de Foix, coprince et viguier d'Andorre, vicomte de Béarn, de Marsan et de Castelbon et comte de Bigorre.
- 26 mai: Jeanne Ire, ou Jeanne Ire de Clermont-Sancerre, 10e de la liste des dauphins d'Auvergne.
- 30 mai : Louis II de Brzeg, duc de Brzeg (en allemand: Brieg) (jusqu'en 1400 avec son frère ainé comme corégent) et duc de Legnica.
- Après le 25 juin : Alexandru Ier Aldea, prince de Valachie.
- 2 août : Frédéric de Grancey, évêque d'Autun.
- 19 août : Hugues des Orges, évêque de Chalon puis archevêque de Rouen.
- 8 septembre : Guillaume de Mecklembourg-Werle-Güstrow, prince de Wenden, de Werle-Güstrow et de Werle-Waren.
- 8 octobre : Jacqueline de Hainaut, comtesse de Hainaut, de Hollande, de Zélande et dame de Frise, ainsi que dauphine du Viennois, comtesse de Ponthieu et comtesse d'Ostrevant (Hainaut).
- 30 décembre : Louis III du Palatinat, comte palatin du Rhin.

- Dorotea Bocchi, femme médecin,  philosophe et universitaire italienne.
- Valdemar V d'Anhalt-Köthen, prince allemand de la maison d'Ascanie corégent de la principauté d'Anhalt-Köthen.
- Jeanne Dupuis, noble française.
- Jean Fusoris, ecclésiastique scientifique, connu comme constructeur d'instruments astronomiques.
- Wojciech Jastrzębiec, évêque de Poznań, de Cracovie puis archevêque de Gniezno.
- Qadi-zadeh Roumi, mathématicien et astronome.
- Raymond Sebon, médecin, théologien et philosophe catalan.
- Ibn al-Wazir, savant yéménite spécialisé dans la science du hadith.

## Crédit d'auteurs
- Cet article est partiellement ou en totalité issu de l'article intitulé « 1436 » (voir la liste des auteurs).